# Stig Kleven
Stig-Arild Kleven (Notodden, 12 de enero de 1967) es un deportista noruego que compitió en lucha grecorromana. Ganó una medalla de bronce en el Campeonato Europeo de Lucha de 1994, en la categoría de 90 kg.
Participó en los Juegos Olímpicos de Seúl 1988, ocupando el cuarto lugar en la categoría de 82 kg.

## Palmarés internacional
| Campeonato Europeo | Campeonato Europeo | Campeonato Europeo | Campeonato Europeo |
| Año                | Lugar              | Medalla            | Categoría          |
| ------------------ | ------------------ | ------------------ | ------------------ |
| 1994               | Atenas (Grecia)    | Medalla de bronce  | 90 kg              |